# Zwartwangmuggeneter
De zwartwangmuggeneter (Conopophaga melanops) is een zangvogel uit de familie Conopophagidae (muggeneters).

## Kenmerken

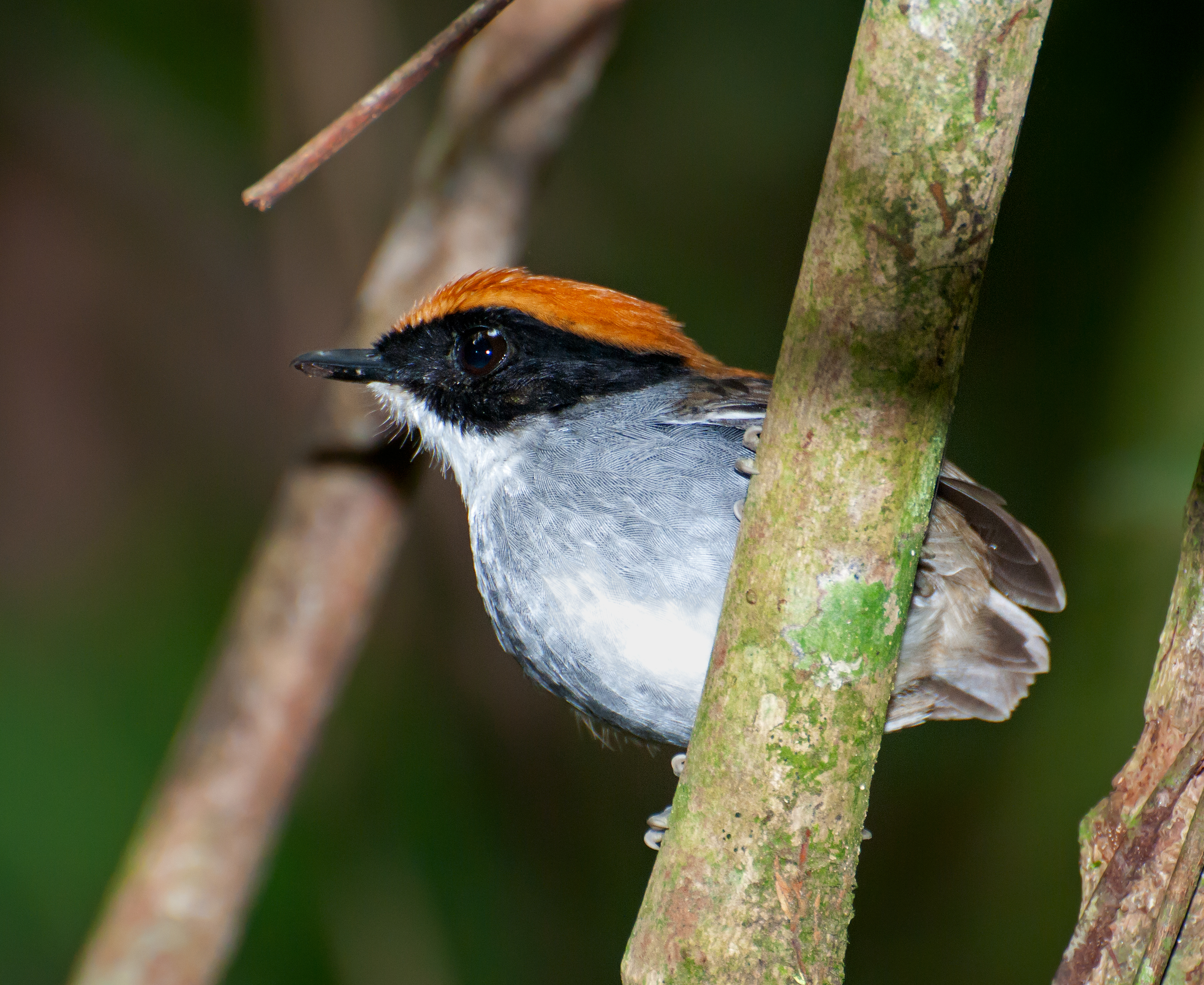
mannetje

De zwartwangmuggeneter is een kleine ronde vogel, circa 12 cm lang, met een korte staart. Deze soort vertoont seksuele dimorfie. Het mannetje heeft een zwart 'gezichtsmasker', oranjerode kruin, witte keel, bruine bovendelen, grijze onderdelen en witachtige buik. In tegenstelling tot het mannetje heeft het vrouwtje geen zwart masker, maar wel een bruinkleurige kruin, oranje-roestrode onderdelen en een duidelijke witte wenkbrauwstreep. Beide geslachten hebben een zwarte snavel en roze poten.

## Verspreiding en leefgebied
Deze vogel komt voor in het oosten en zuidoosten van Brazilië en telt drie ondersoorten:
- C. m. nigrifrons:  noordoostelijk Brazilië (Paraíba tot Alagoas).
- C. m. perspicillata oostelijk Brazilië (Bahia en Sergipe).
- C. m. melanops: zuidoostelijk Brazilië (Espírito Santo tot Santa Catarina).

De natuurlijke habitat bestaat onder meer uit laaglandbossen en natte gebieden op een hoogte tot 800 meter boven zeeniveau. De habitats bevinden zich in het bioom Atlantisch Woud.

## Status
De grootte van de populatie is niet gekwantificeerd, maar door een combinatie van een groot verspreidingsgebied en habitatverlies nemen de aantallen – hetzij minder snel – af. Om deze redenen staat de zwartwangmuggeneter als niet bedreigd op de Rode Lijst van de IUCN.